# Metahyamus bicolor
Metahyamus bicolor – gatunek kosarza z podrzędu Laniatores i rodziny Assamiidae.

## Występowanie
Gatunek występuje na wyspie Borneo.